# Сатурия
Сатурия (бенг. সাতুরিয়া, англ. Saturia) — город в центральной части Бангладеш, административный центр одноимённого подокруга. Площадь города равна 3,26 км². По данным переписи 2001 года, в городе проживало 7334 человека, из которых мужчины составляли 50,41 %, женщины — соответственно 49,59 %. Плотность населения равнялась 1622 чел. на 1 км². Уровень грамотности населения составлял 38,1 % (при среднем по Бангладеш показателе 43,1 %). 